# Muzaffer Demirhan
Muzaffer Demirhan (ur. 17 lipca 1932 w Gümüşhane, zm. 11 grudnia 2002) – turecki narciarz alpejski, czterokrotny olimpijczyk (1948, 1956, 1960, 1964).
Jego debiutem olimpijskim były igrzyska w Sankt Moritz w 1948 roku. Wystąpił wówczas w dwóch konkurencjach – w slalomie był 64., a w zjeździe został zdyskwalifikowany. Po raz drugi na igrzyskach olimpijskich wystartował osiem lat później, w Cortinie d’Ampezzo. Zajął 33. miejsce w zjeździe, 49. w slalomie gigancie i został zdyskwalifikowany w slalomie. Podczas igrzysk w Squaw Valley wziął udział w tych samych trzech konkurencjach, we wszystkich został zdyskwalifikowany. Ostatni raz na igrzyskach wystąpił w 1964 roku w Innsbrucku, zajmując 63. miejsce w zjeździe, 74. w slalomie gigancie i 48. w rundzie kwalifikacyjnej w slalomie.

## Igrzyska olimpijskie
| Igrzyska               | Konkurencja   | Przejazd 1 | Przejazd 1 | Przejazd 2 | Przejazd 2 | Łącznie | Łącznie | Strata | Zwycięzca        |
| Igrzyska               | Konkurencja   | Czas       | Miejsce    | Czas       | Miejsce    | Czas    | Miejsce | Strata | Zwycięzca        |
| ---------------------- | ------------- | ---------- | ---------- | ---------- | ---------- | ------- | ------- | ------ | ---------------- |
| Sankt Moritz 1948      | Zjazd         | N/A        | N/A        | N/A        | N/A        | DSQ     | DSQ     | DSQ    | Henri Oreiller   |
| Sankt Moritz 1948      | Slalom        | 2:25,5     | 64.        | 2:00,2     | 64.        | 4:25,7  | 64.     | 2:15,4 | Edy Reinalter    |
| Cortina d’Ampezzo 1956 | Zjazd         | N/A        | N/A        | N/A        | N/A        | 3:52,2  | 33.     | 1:00,0 | Toni Sailer      |
| Cortina d’Ampezzo 1956 | Slalom        | DSQ        | DSQ        | NQ         | NQ         | DSQ     | DSQ     | DSQ    | Toni Sailer      |
| Cortina d’Ampezzo 1956 | Slalom gigant | N/A        | N/A        | N/A        | N/A        | 3:44,2  | 49.     | 44,1   | Toni Sailer      |
| Squaw Valley 1960      | Zjazd         | N/A        | N/A        | N/A        | N/A        | DSQ     | DSQ     | DSQ    | Jean Vuarnet     |
| Squaw Valley 1960      | Slalom        | 1:26,3     | 42.        | DSQ        | DSQ        | DSQ     | DSQ     | DSQ    | Ernst Hinterseer |
| Squaw Valley 1960      | Slalom gigant | N/A        | N/A        | N/A        | N/A        | DSQ     | DSQ     | DSQ    | Roger Staub      |
| Innsbruck 1964         | Zjazd         | N/A        | N/A        | N/A        | N/A        | 2:45,63 | 63.     | 27,37  | Egon Zimmermann  |
| Innsbruck 1964         | Slalom        | 1:12,26    | 69.        | 1:08,20    | 48. nq     | N/A     | N/A     | N/A    | Josef Stiegler   |
| Innsbruck 1964         | Slalom gigant | N/A        | N/A        | N/A        | N/A        | 2:41,42 | 74.     | 54,71  | François Bonlieu |